# How to Make a Monster
How to Make a Monster è un film horror- crime del 1958 diretto da Herbert L. Strock ed interpretato da Gary Conway, Robert H. Harris, Paul Brinegar, Morris Ankrum, Robert Shayne e John Ashley. Il film venne distribuito dalla American International Pictures in doppia programmazione con Adolescente delle caverne. È degno di nota per l'inclusione di oggetti di scena e studi che hanno creato veri e propri film horror e di fantascienza.
Il film è una specie di crossover di I Was a Teenage Werewolf e La strage di Frankenstein. Come La strage di Frankenstein, un film in bianco e nero che passa al colore nelle sue scene finali, How to Make a Monster è stato girato in bianco e nero e solo l'ultimo rullo (la scena finale dell'incendio) è a colori.

## Trama
A Pete Dumond, capo truccatore degli American International Studios, viene informato che verrà licenziato dopo l'acquisizione dello studio da parte della NBN Associates. I nuovi proprietari, Jeffrey Clayton e John Nixon, hanno infatti in programma di realizzare musical e commedie al posto dei film horror per i quali Pete ha creato i suoi straordinari trucchi mostruosi che hanno reso famoso lo studio. Per rappresaglia, Pete giura di vendicarsi usando gli stessi mostri che quegli uomini hanno rifiutato per distruggerli.
Mescolando un ingrediente anestetico al suo fondotinta e convincendo i giovani attori che la loro carriera è finita se non si mettono nelle sue mani, Dumond crea una crema che indebolisce la forza di volontà delle persone sulle quali viene applicata. Egli riesce ad attirare sotto il suo controllo gli ignari Larry Drake e Tony Mantell (entrambi interpreti di mostri in Werewolf Meets Frankenstein). Pete incita Larry, truccato da lupo mannaro adolescente, ad uccidere Nixon nella sala proiezioni dello studio. Il giorno dopo, Monahan, la guardia dello studio e detective dilettante, si presenta nella sala trucco. Mostra a Pete e Rivero, l'assistente truccatore di Pete, il suo piccolo taccuino nero in cui ha annotato molti fatti interessanti, come l'ora tarda (21:12) in cui Pete e Rivero hanno fatto il check-in la notte dell'omicidio di Jeffrey Clayton. Preoccupato della cosa, Pete si traveste da terrificante cavernicolo ed uccide Monahan nella mensa dello studio mentre quest'ultimo fa il suo giro quella notte. Richards, la guardia più anziana, non vede né sente nulla della colluttazione, ma più tardi rinviene il corpo di Monahan. Successivamente, Pete ordina all'ignaro Tony, truccato da Frankenstein adolescente, di seguire Clayton fino a casa sua e di strangolarlo.
Durante le indagini la polizia fa alcune importanti scoperte: Millie, una cameriera, afferma di essere stata aggredita dal mostro di Frankenstein intento a fuggire dal luogo del delitto di Clayton; e il tecnico di laboratorio della polizia scopre uno strano ingrediente nel trucco rimasto sulle unghie di Clayton dopo la sua lotta con Tony. Scoperto che tale ingrediente è presente nei trucci usati da Pete per le sue creazioni, la polizia si precipita a casa dell'uomo.
Nel frattempo Pete ha condotto Rivero, Larry e Tony a casa sua e mostra loro un museo di tutti i mostri che ha creato nei suoi 25 anni di carriera. Pete, diffidando di Rivero, lo accoltella a morte quando sono soli in cucina. Realizzato di essere stati chiusi a chiave nel soggiorno, Larry e Tony capiscono che c'è Pete dietro i delitti e cercano una via d'uscita. L'uomo li sorprende mentre stanno cercando di fuggire e li aggredisce con un coltello. Durante la collutazione Larry rovescia accidentalmente un candelabro provocando un incendio che distrugge il museo dei mostri. Pete muore tra le fiamme tentando invano di salvare quelli che chiama i suoi "bambini". La polizia giunge in tempo per salvare Larry e Tony dalle fiamme.

## Produzione

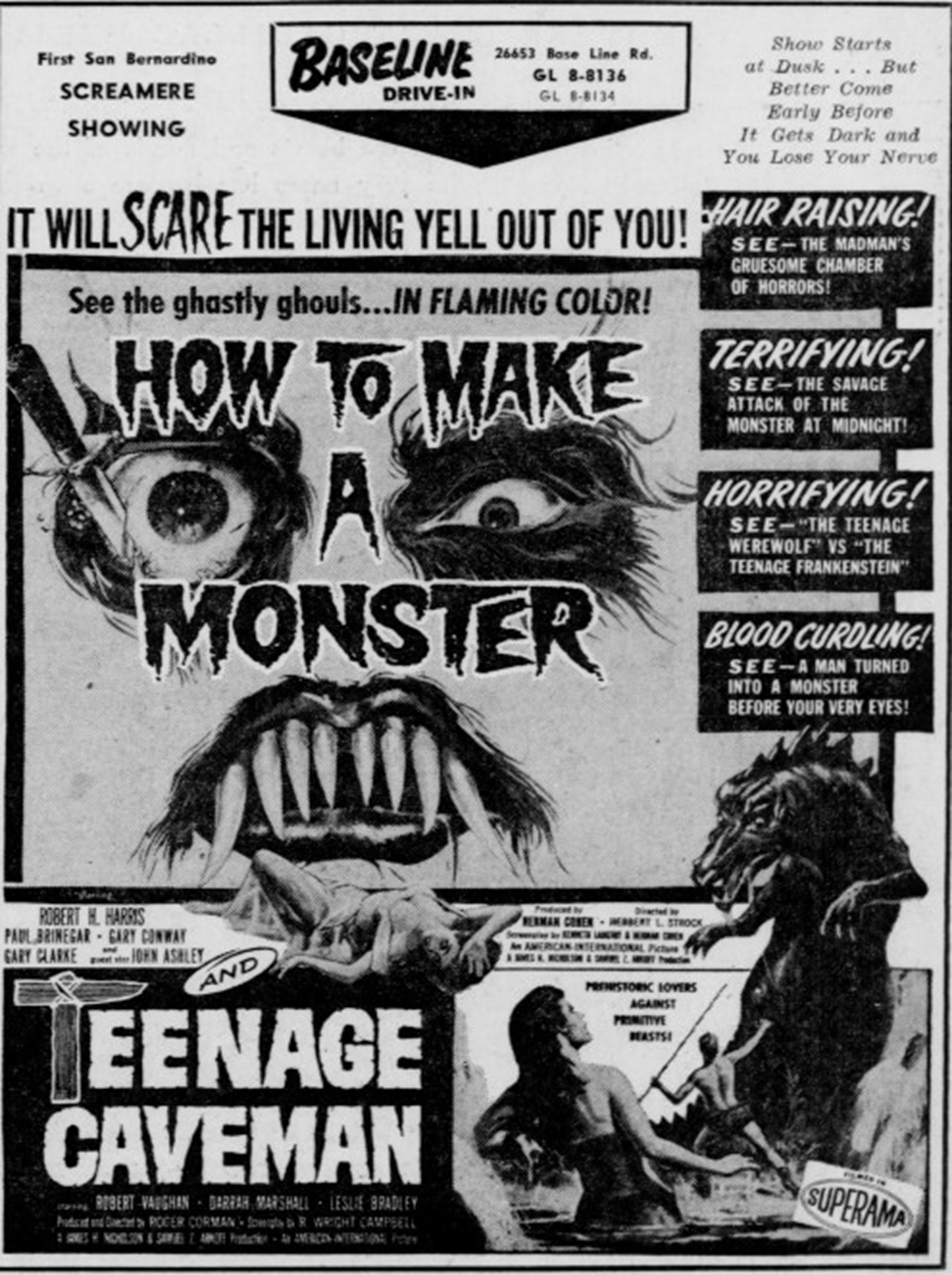
Pubblicità drive-in del 1958 che presenta How to Make a Monster e Adolescente delle caverne.

Molti dei "bambini" di Pete Dumond distrutti nell'incendio erano oggetti di scena creati originariamente da Paul Blaisdell per precedenti film della AIP e lui stesso ne permise la distruzione. Tra questi Psycus (1957), "Beulah" da Il conquistatore del mondo (1956), Invasori dall'altro mondo (1957) e la maschera del Dr. Jekyll da Attack of the Puppet People (1958). Blaisdell creò anche un nuovissimo costume da mostro che soprannominò "Aunt Esmeralda" creato appositamente per essere bruciato nella scena dell'incendio (progettato in modo che, sciogliendosi il volto a causa delle fiamme, si rivelasse un teschio raccapricciante al di sotto). Anche la maschera di Blaisdell per The She-Creature era presente nella scena, ma miracolosamente non venne distrutta.
Blaisdell aveva chiesto specificatamente ad AIP di non bruciare la sua maschera di Psycus, ma essa venne comunque distrutta per sbaglio nell'incendio. (A peggiorare la tragedia, il cameraman non riuscì a filmare la maschera mentre bruciava.) L'intero incidente lasciò un cattivo sapore in bocca a Blaisdell.
Herman Cohen afferma di aver scelto John Ashley come cantante su richiesta di James H. Nicholson, che aveva appena messo Ashley sotto un contratto a lungo termine con lo studio. Ashley stava avendo un certo successo come artista discografico in quel periodo.
La AIP non aveva uno studio fisico, quindi il film fu girato negli Ziv Studios. Durante la produzione, venne affisso un cartello che riportava come nome degli studi "American International Studios", il che era totalmente fuorviante.
Kathy O'Hara, la vedova di Ed Wood, affermò in un'intervista del 1992 che suo marito aveva sempre pensato che l'idea di How To Make a Monster gli fosse stata rubata dal produttore della AIP, Sam Arkoff. Disse: "Eddie condannò Arkoff, lo odiava davvero. Eddie diede loro una sceneggiatura per l'approvazione ed essi cambiarono un po' i personaggi. Eddie l'aveva scritta per Lugosi. Parlava di questo vecchio attore horror che non riusciva più a trovare lavoro e così si vendicava dello studio. Essi lo hanno cambiato in un truccatore che si vendica di uno studio." Tuttavia Arkoff negò che l'affermazione di Wood fosse vera, affermando che Herman Cohen aveva ideato l'intero progetto da solo.